# Gavrílov-Yam
Gavrílov-Yam (del ruso: Гаврилов-Ям) es una ciudad del óblast de Yaroslavl, en Rusia, centro administrativo del raión homónimo. Se encuentra a orillas del río Kótorosl, a 37 km al sudoeste de Yaroslavl. Su población alcanzaba los 15.500 habitantes en 2024.

## Historia
Los orígenes de la ciudad se remontan a 1545, año en el que se estableció un pueblo de nombre Gavrílovo en las tierras del Monasterio de la Trinidad y San Sergio de Sérguiev Posad, a 7 km del camino que unía Rostov con Súzdal. El nombre se deriva de Gavril, el nombre ruso para Gabriel. En 1580 ya se conoce como Gavrílov-Yam sloboda, queriendo decir este Yam, que se trataba de un lugar con casa de postas. En el siglo XVIII, pasa a llamarse Gavrílov-Yam. en 1922 fue nombrado asentamiento de tipo urbano. Tiene estatus de ciudad desde 1938.

## Demografía
| 1939   | 1959   | 1970   | 1979   | 1989   | 2002   | 2008   |
| ------ | ------ | ------ | ------ | ------ | ------ | ------ |
| 18 600 | 21 300 | 20 800 | 20 700 | 21 400 | 19 105 | 18 371 |

## Economía
La empresa textil OAO Gavrílov-Yamski Lnokombinat (del ruso: ЗАО Гаврилов-Ямский льнокомбинат) fabrica hilados de lino, tejidos de lino, paños y guantes de trabajo. La fábrica existe desde la década de 1860 y emplea a 2.600 trabajadores.
Por otro lado, existen dos fábricas de maquinaria, una imprenta así como empresas dedicadas al sector de los materiales de construcción y al agroalimentario. Una de las fábricas de maquinaria es AGAT, una sociedad anónima creada en 1968 que fabrica piezas para motores de avión.

## Galería

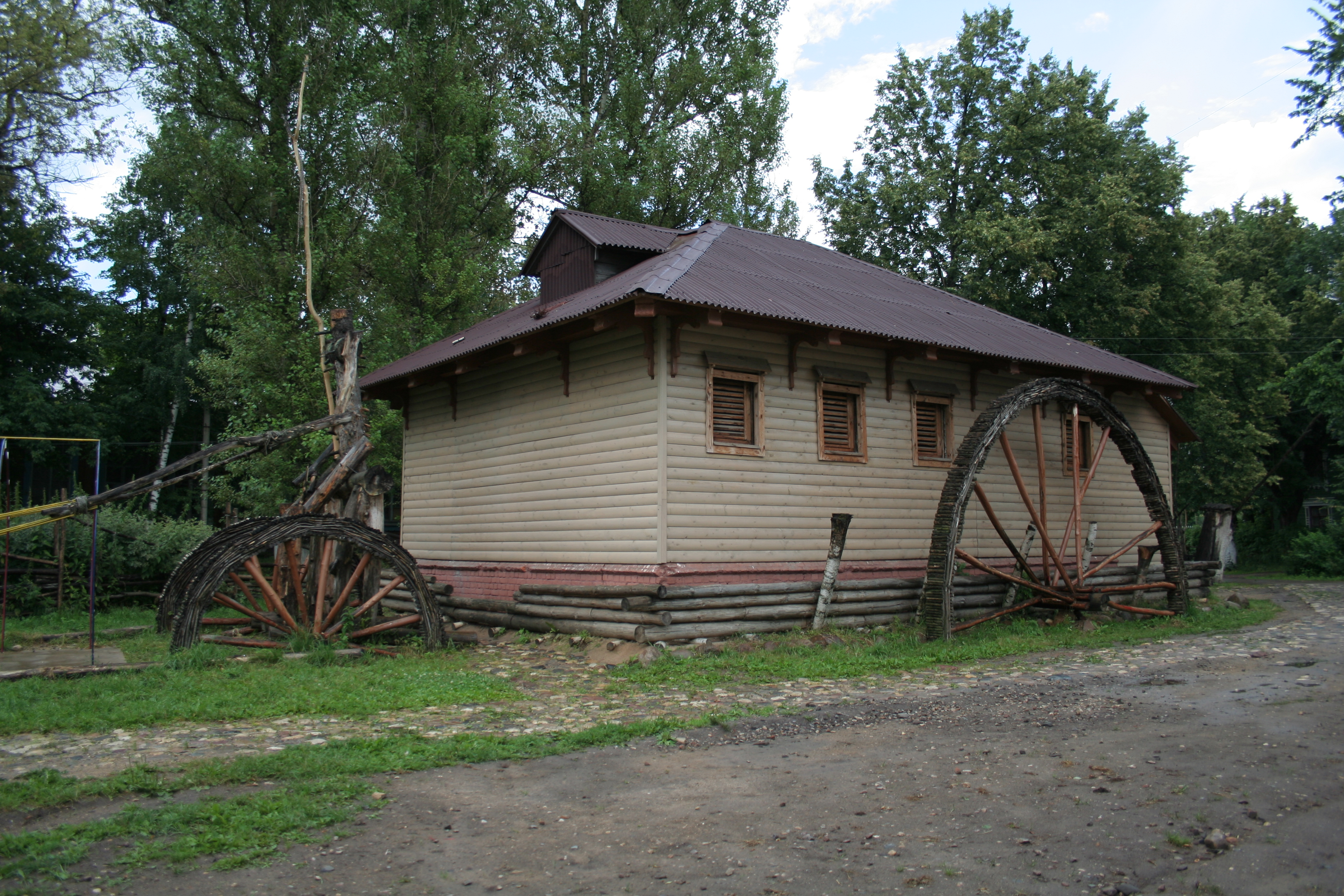
Museo del yemshchick (cochero).
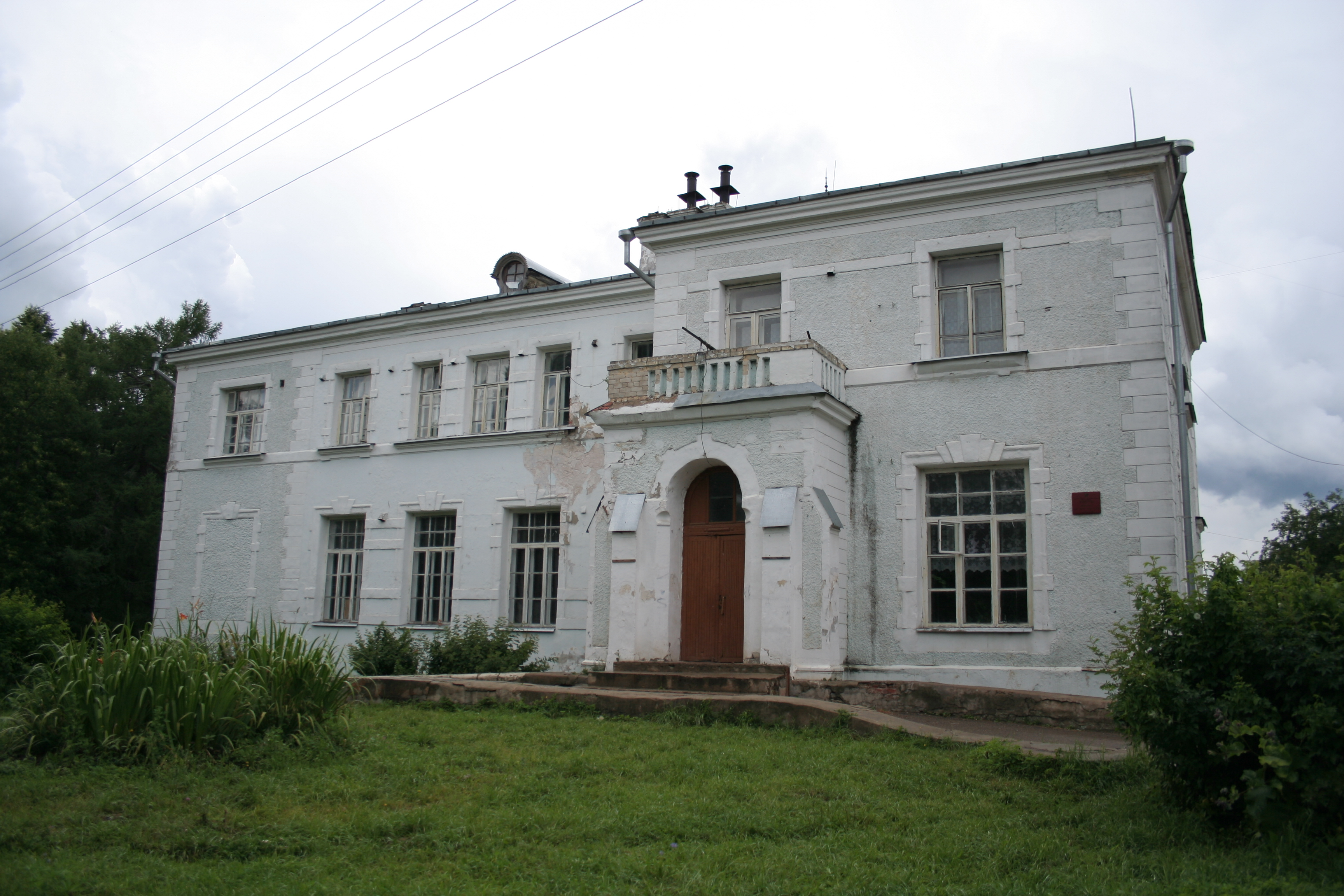
"Palacio de la Creatividad de los Niños."
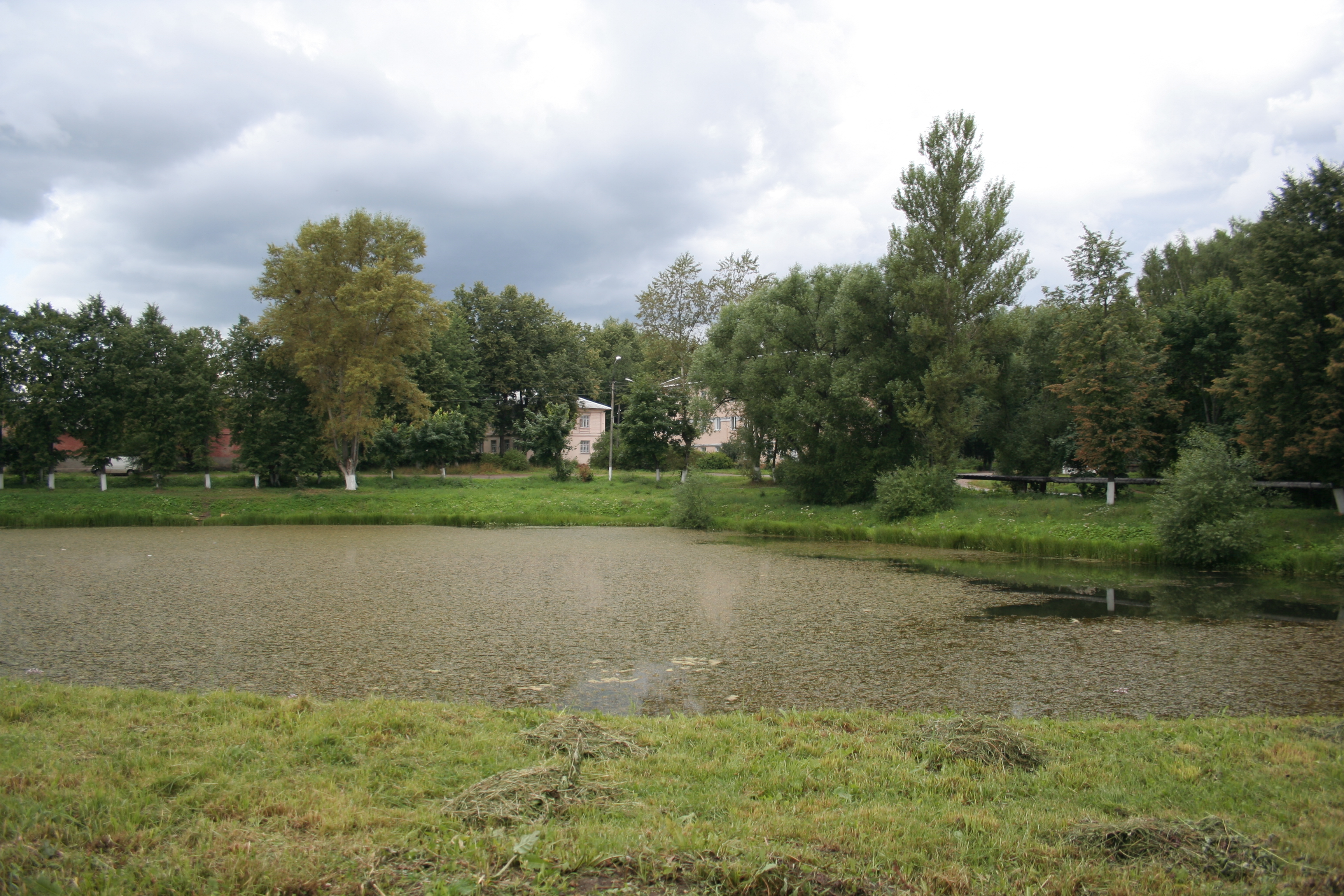
Estanque en el centro de la ciudad.
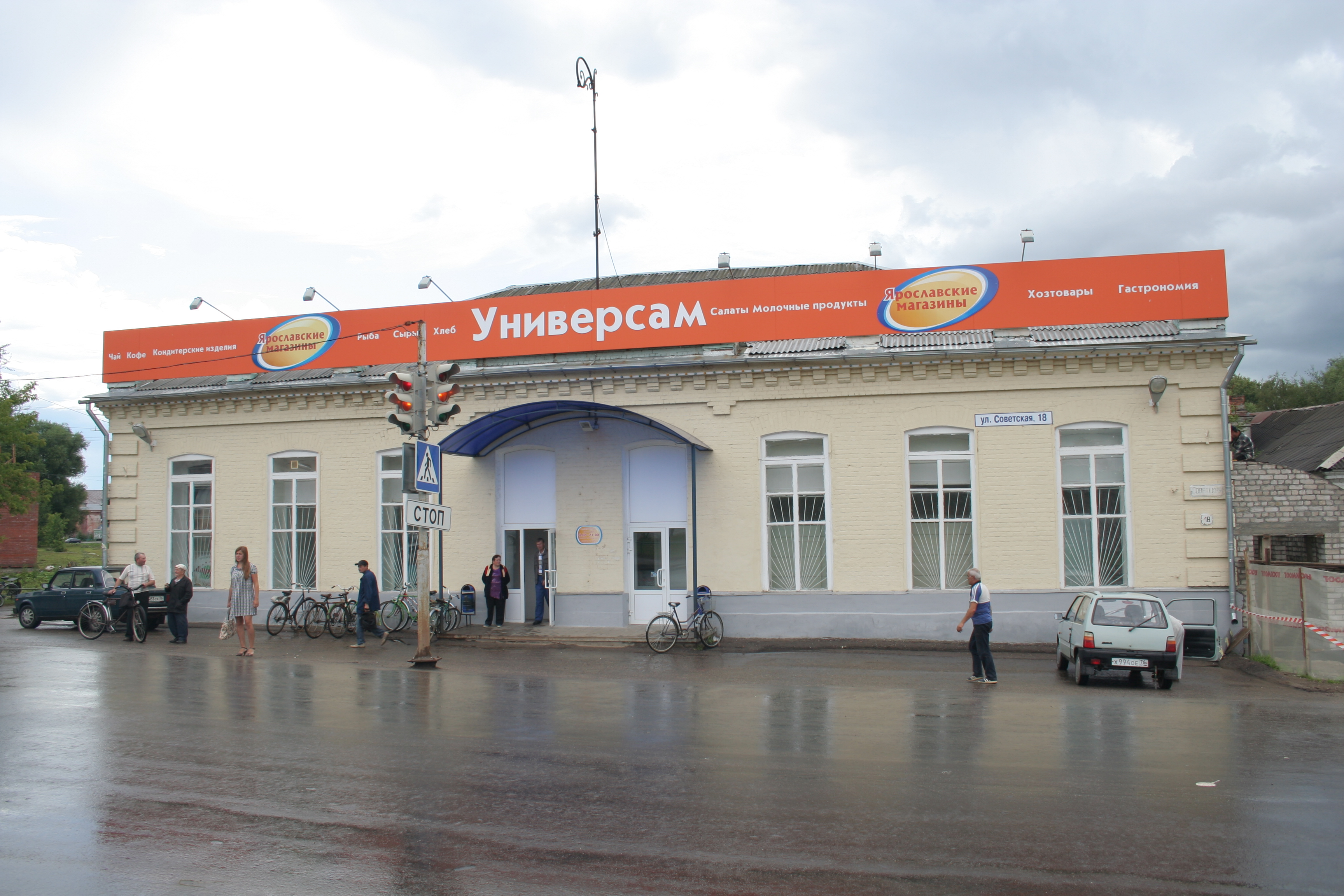
Supermercado Universam.